# Sharka Blue
Pour les articles homonymes, voir Blue.
Sharka Blue, née le 7 avril 1981 à Chomutov en Tchécoslovaquie, est une actrice pornographique tchèque.

## Récompenses et distinctions
- 2005 : FICEB Award Ninfa : Prize for the Best supporting Actress
- 2006 : AVN Award Nomination : Female Foreign Performer of the Year
- 2007 : AVN Award Nomination : Best Sex Scene in a Foreign-Shot Production
- 2008 : AVN Award Nomination : Best Sex Scene in a Foreign-Shot Production[2]